# Jimmy Bellinger
Jimmy Bellinger (* 24. Juli 1990 in Ohio) ist ein US-amerikanischer Schauspieler.

## Leben
Bellinger wurde im US-Bundesstaat Ohio geboren, lebte eine Zeit lang in Maryland und zog aus beruflichen Gründen nach Los Angeles. Er debütierte 2008 in einer Nebenrolle im Film An American Affair. 2011 mit Movie Star – Küssen bis zum Happy End und 2012 mit A Smile as Big as the Moon folgten Nebenrollen in Fernsehfilmen. Ab demselben Jahr war er vermehrt als Episodendarsteller tätig und spielte in Fernsehserien wie Glee, The Secret Life of the American Teenager, New Girl oder Shameless mit. 2013 übernahm er in der Fernsehserie Karate-Chaoten in sechs Episoden die Rolle des Albert. Von 2013 bis 2017 verkörperte er den Charakter Artie Smalls in insgesamt 20 Episoden der Fernsehserie Liv und Maddie. 2016 hatte er Besetzungen in den Mini-Serien Indoorsy und Fox Hunt, in der Fernsehserie The Disappearing Girl und in den Fernsehfilmen It's On! und 2 Lava 2 Lantula!. 2018 hatte er eine Nebenrolle im Spielfilm Der Sex Pakt inne. Ab 2020 übernahm er für drei Episoden die Rolle des Chad in der Fernsehserie Homecoming.

## Filmografie (Auswahl)
- 2008: An American Affair
- 2011: Movie Star – Küssen bis zum Happy End (Geek Charming, Fernsehfilm)
- 2012: A Smile as Big as the Moon (Fernsehfilm)
- 2012: Glee (Fernsehserie, Episode 3x19)
- 2012: The Secret Life of the American Teenager (Fernsehserie, Episode 5x03)
- 2013: New Girl (Fernsehserie, Episode 2x18)
- 2013: Shameless (Fernsehserie, 2 Episoden)
- 2013: Maron (Fernsehserie, Episode 1x10)
- 2013: Super Fun Night (Fernsehserie, Episode 1x09)
- 2013: Karate-Chaoten (Kickin' It, Fernsehserie, 6 Episoden)
- 2013–2017: Liv und Maddie (Liv and Maddie, Fernsehserie, 20 Episoden)
- 2013–2017: The Middle (Fernsehserie, 7 Episoden, verschiedene Rollen)
- 2014: Mixology (Fernsehserie, Episode 1x03)
- 2014: Die Goldbergs (The Goldbergs, Fernsehserie, Episode 1x23)
- 2015: Parks and Recreation (Fernsehserie, Episode 7x05)
- 2015: Melissa & Joey (Fernsehserie, Episode 4x15)
- 2015: Alles ist möglich (I Am Potential)
- 2015: Tough Cookie (Kurzfilm)
- 2015: The Sound of Magic
- 2016: Short Girls Club (Fernsehserie, Episode 2x01)
- 2016: Crazy Ex-Girlfriend (Fernsehserie, Episode 1x15)
- 2016: It's On! (Fernsehfilm)
- 2016: 2 Lava 2 Lantula! (Fernsehfilm)
- 2016: Indoorsy (Mini-Serie, 5 Episoden)
- 2016: Fox Hunt (Mini-Serie, 6 Episoden)
- 2016: The Disappearing Girl (Fernsehserie, 5 Episoden)
- 2017: Nickelodeon's Sizzling Summer Camp Special (Fernsehfilm)
- 2017: Betch (Fernsehserie, 2 Episoden, verschiedene Rollen)
- 2017: Flock of Four
- 2018: Der Sex Pakt (Blockers)
- 2018: Knight Squad (Fernsehserie, Episode 1x17)
- 2020: Homecoming (Fernsehserie, 3 Episoden)